# Sinagoga Musmeah Yeshua
La sinagoga Musmeah Yeshua (in ebraico בית כנסת מצמיח ישועה‎?) è una sinagoga della città birmana di Yangon, sita in una piccola strada a ovest della pagoda Sule in quello che un tempo fu il quartiere ebraico della città.

## Storia
La sinagoga venne costruita nel suo luogo attuale nel 1854, a seguito della seconda guerra anglo-birmana. Il materiale impiegato originariamente fu il legno, poi tra il 1893 e il 1896 venne ricostruita in mattone. I suoi fondatori erano discendenti di ebrei iracheni che si erano insediati in India e che avevano colto l'opportunità di formare una comunità ebraica in Birmania.
Sino al 1941 la sinagoga fu l'epicentro della comunità ebraica locale, poi, con la conquista giapponese della Birmania, gli ebrei emigrarono in India, nel neonato Stato di Israele e in altre parti del mondo.
Nonostante l'ormai esiguo numero di fedeli, la sinagoga giace in un buono stato grazie alle donazioni di diversi visitatori, in particolare da parte dei coniugi David e Anna Gol di Ginevra che ne permisero il restauro nel 1994. Successivamente venne restaurato anche il mikveh.
Sino agli anni novanta del Novecento accanto all'edificio era collocato un cimitero ebraico contenente 700 sepolture, poi spostato in un quartiere a nord di Yangon.

## Descrizione
Al centro dell'edifico vi è un pulpito (bimah) circondato da antiche panchine in vimini. I posti a sedere riservati alle donne si trovano al piano superiore. La Torah è conservata in un tabernacolo dietro al pulpito. Delle 126 Torah presenti un tempo, ve ne sono rimaste solo due assieme a una copia del Talmud.
Il soffitto in legno riproduce fedelmente il motivo bianco e blu della Stella di David.